# Nycteola cuneana
Nycteola cuneana är en fjärilsart som beskrevs av Patocka 1953. Nycteola cuneana ingår i släktet Nycteola och familjen trågspinnare. Inga underarter finns listade i Catalogue of Life.